# Carlos Perón

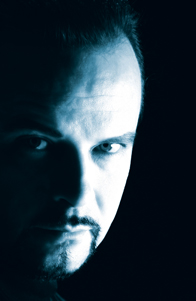
Carlos Perón (2007)

Carlos Perón (* 9. Juni 1952 in Zürich) ist ein Schweizer Musiker und Mitbegründer der Band Yello.

## Leben
Carlos Perón wurde 1952 in Zürich als Sohn eines Kaufmanns und einer Gastronomin geboren. Ab der ersten Klasse bekam Carlos Perón klassischen Flötenunterricht. Nach Abschluss der Sekundarschule absolvierte Carlos Perón eine Ausbildung als Kaufmann.
Ab 1964 begann er elektronische Musik zu sammeln. In den 60ern sah er ein Konzert von Karlheinz Stockhausen im Verkehrshaus Luzern. Der Zyklus Kommunion und Intensität begeisterte ihn derart, dass er beschloss, selbst elektronische Musik zu produzieren. Seine erste LP Impersonator I enthält einige «musique concrète»-Kompositionen.
Carlos Perón war zunächst Keyboarder der Zürcher New-Wave-Formation Urland um den Schlagzeuger Sternini, den Bassisten Ron Styler und den Gitarristen Boris Blank. Nach der Spaltung der Gruppe gründete Perón mit Boris Blank das TRANCEONIC Studio in Zürich. 1978 unternahmen Carlos Perón und Boris Blank eine USA-Reise. Sie besuchten die RCA in Los Angeles und in San Francisco das Ralph Records-Label der Residents. Nach ihrer Rückkehr stellte sich Dieter Meier als Sänger bei ihnen vor.
1979 zog das Studio in die Ateliers von Dieter Meier um, und das Trio Yello wurde gegründet. Die erste Maxisingle mit IT Splash und Glue Head erschien bei Periphery Perfume Records Zürich. 1980 erschien beim US-Label Ralph Records die erste Yello-LP Solid Pleasure. 1981 folgte Carlos Peróns erste Solo-LP beim Label Konkurrenz im Hause Phonogram. Dort erhielt Yello über deren Geschäftsführer Louis Spillmann einen Major-Deal. Im selben Jahr wurde die Yello-LP Claro que si, der Soundtrack zum Film von Dieter Meier Jetzt und alles, und das erste Video von Yello zum Track The Evening's Young veröffentlicht. 1983 veröffentlichte Perón den Soundtrack zum Film Die schwarze Spinne des Regisseurs Mark Rissi auf dem Label Milan disques. Zeitgleich wurde die dritte Yello-LP You Gotta Say Yes to Another Excess veröffentlicht.
1984 verliess Carlos Perón Yello, um sich einer Vielzahl von Soloprojekten zu widmen, und gründete das Label Kristall Sound. 1985 veröffentlichte er sein Oratorium Die Schöpfung der Welt; oder 7 Tage Gottes wiederum auf Milan disques. Auf demselben Label veröffentlichte er den Video-Soundtrack zum Film Commando Leopard von Erwin C. Dietrich.
Ab 1985 widmete sich Carlos Perón dem Gold-Projekt, das er 1989 bei Teldec veröffentlichte. 1988 startete er seine Impersonator-Serie beim Label Play it again; Sam in Brüssel und gründete mit Eisenberg sein eigenes Musiklabel. 1990 komponierte Perón die Musik für die Fernsehshow Schmidteinander.
Ab 1991 arbeitete er mit Labelchef Lothar Gärtner von Strange Ways Records zusammen. Perón produzierte für Strange Ways Soloalben und Gruppen wie Wolfsheim.
Perón arbeitet weltweit als Musikproduzent in verschiedenen Studios.

## Diskografie

### Solo
Alben
- 1981: Impersonator (Konkurrenz)
- 1984: Nothing Is True; Everything Is Permitted (Milan)
- 1984: Die schwarze Spinne (Milan)
- 1985: Die Schöpfung der Welt «Oder 7 Tage Gottes» (Milan)
- 1988: Impersonator II (Play It Again Sam Records)
- 1989: Gold for Iron (Teldec)
- 1992: Impersonator 3 – «Cris de Plaisir» (Aus lauter Liebe)
- 1993: Ritter und Unholde (Dark Star)
- 1993: TranceTrueMental (Erdenklang)
- 1994: La Salle Blanche (10.000 Zippers)
- 1995: Manhattan II (Original Novel Soundtrack) (Dark Star)
- 1997: Baker's Barn (Original Novel Soundtrack) (von Ady Henry Kiss, Dark Star)
- 1997: La Comtesse Rouge (10.000 Zippers)
- 1998: Powertrancefer (Whampire Dance)
- 1998: Atlantic City (von Ady Henry Kiss, Dark Star)
- 2000: Canyons (von Ady Henry Kiss, Strahlomat)
- 2001: La Salle Violette (Strahlenland/10.000 Zippers)
- 2002: Der Luzidus (NachtwaertZ)
- 2006: La Salle Violette (Partie Une et Deux) (Revisited Records)
- 2007: La Salle Noire – Extrait De L'Opéra "Moi, Le Marquis De Sade" (Dark Daze Music)
- 2008: Musik aus Strom (Digitales Album, Revisited Records)
- 2008: Path of Harmony (Digitales Minialbum, Dark Daze Music)
- 2008: Tranceonic Rare Tracks 1976-79 (Digitales Album, Revisited Records)
- 2009: Peronismo para ti! (MCDP)
- 2012: 11 deadly sins (11 CD-Boxset, Membran/Sony)
- 2013: Miles of Perón (Zone 30 Records)
- 2014: CPRI – Carlos Perón Rex Industrialis (Sub Culture Records)
- 2014: Fool for Love (Original Theater Soundtrack) (Digitales Album, Subculture Records)
- 2014: Live at Legacy Festival 2014 (Digitales Livealbum, Sub Culture Records)
- 2014: Revolution, Baby! (Original novel soundtrack DARK DAZE music INC./ARGO Verlag)
- 2015:  Warlord Tango (DARK DAZE music INC./Zone 30)
- 2016: Götz von Berlichingen (DARK DAZE music INC./finetunes/subculture)
- 2016: The fifth column (DARK DAZE music INC./finetunes/subculture)
- 2016: Hanuman (YellowSunshineBeat/belivedigital)
- 2017: Elektroshaman (Dark Daze music INC./Sub Culture Records/finetunes)
- 2017: Switched-on Bosch (Dark Daze music INC./Sub Culture Records/finetunes)
- 2018: Schweizerpsalm Hölloch Höhenfeuer (The Orchard/Sony)
- 2019: The dark side of Syd (DARK DAZE music INC./The Orchard)
- 2020: Geisterstunde Liveset RHIZOM Festival (DARK DAZE music INC./The Orchard)
- 2020: Paranormal  (DARK DAZE music INC./The Orchard)
- 2020: 24 Vol2 (YellowSunshineBeat/The Orchard)
- 2020: Night of the death Halloween Set (subculture/The Orchard)
- 2021: The YELLO remixes 1978-2021 (YellowSunshineBeat/The Orchard)
- 2022: Impersonator 4 (subculture/The Orchard)
- 2023: Das Alte und Neue Testament (adamah/The Orchard)
- 2023: Closer & Closer (It comes) (YellowSunshineBeat/The Orchard)

Kollaboalben
- 1992: Terminatrix (mit Victor Berkovitz, 10.000 Zippers)
- 1996: Ritter Tod & Teufel (mit Peter Ehrlich, Dark Star)
- 1999: Extravaganza (mit Babba Ramm Dass, 10.000 Zippers)
- 1999: Carlos Perón präsentiert Ritter Minne & Romantik (mit Oswald, Goethes Erben u.v.w., Dark Star)
- 2004: Die 7 Todsünden – Peccatum Mortale (mit Woschofius, NachtwaertZ)
- 2004: Aga-pe – Die Liebe ohne Objekt (10.000 Zippers)
- 2004: Mondgesänge (mit Art Noir, Split-Album mit Perlentaucher & Woschofius, NachtwaertZ)
- 2015: Revolution – Revolution, Baby! (Official Soundtrack) (Feat. Centurio, digitales Album, Sub Culture Records)

Singles
- 1984: Frigorex (K.422)
- 1985: Commando Leopard (Milan)
- 1988: A Hit Song (BBAT)
- 1988: Talks to the Nations (LD Records)
- 1988: A Dirty Song (Play It Again Sam Records)
- 1989: The Spanish Fly (Teldec)
- 1988: Brainticket (Remix 88) (Animalized)
- 1989: Motorman (Teldec)
- 1992: Power Trancefer EP (!Hype)
- 1995: C’est Moi… (X-Plode/Bellaphon)
- 1996: La Salle Noire (Minialbum, 10.000 Zippers)
- 2013: Cigarro Negro (Digitale Single, Sub Culture Records)
- 2014: Into the Suite (Digitale Single, Sub Culture Records)
- 2015: Victory Day (Digitale Single, Sub Culture Records)
- 2015: Götz von Berlichingen (Digitale Single, Sub Culture Records)
- 2015: Warlord Tango (Zone 30 Records)
- 2015: The Fifth Column (Digitale Single, Sub Culture Records)
- 2015: Dirty Songs (12’’-EP, Dark Entries)

Kompilationen
- 1994: 13 Years of Lust – Best Of Vol. 1 (Dark Star)
- 1995: Triggering (Bellaphon)
- 1998: Fetish Experience Compilation Vol. 1 (10.000 Zippers)
- 1998: Twilight Presents Fetish Zone Vol. 1 (2xCD, Credo)
- 2001: Best Of… Vol. II – Porcellum Traianum (2CD. Antik/Strahlenland)
- 2003: La Salles (Édition Deluxe) (4xCD, Strahlenland/10.000 Zippers)
- 2004: Talks to the Nation (1981–2004 Revisited) (Rosegarden)
- 2011: 11 Deadly Sins: Music for Fetish Erotic Sessions (11xCD, Politur)
- 2013: The Radical Collection Vol. 1 (Digitales Album, Sub Culture Records)

Als Gastmusiker
- 1986: Taboo – Ten Hundred Thousand  (Coverartwork)
- 1987: Sara Sahara and the Dunes – Escape (Gastmusiker)
- 1988: The Trip To The Lakes – For a Heart Of Glass / Heavy Feeling (12’’, Songwriting)
- 1990: Nine-O-Nine – The Hexer (Single, !Hype)
- 1990: Ideas 4 Imitators – Der Komtur (Single, Songwriting)
- 1991: KayCee – Millennium Stringz (Single, Songwriting)
- 1996: Schorsch Kamerun - Die Menschen Aus Kiel - Remixe (ein Remix)
- 1999: Carnival of Dreams – Dreidimensional (Minialbum, auch Produzent)
- 2000: Shadowland – Fürstin der nacht (Album, Hintergrundgesang)
- 2008: Et von Betty Botox auf Mmm, Betty! Vol.2
- 2014: Technomancer – D-Mn (Single, Remix)
- 2015: Brainticket's Jöel Vandroogenbroeck - Coloursound Box (18xCD, zwei Remixe)

Samplerbeiträge
- 1984: Die Schwarze Spinne auf Festival De La Musique De Films Fantastiques (Scifi Film Music Festival)
- 1989:	A Dirty Song (Steel Version)  auf Trans Europa (A Swiss - Swedish Techno-Compilation)
- 1990: Blue Green auf Terra-X (Original Soundtrack)
- 1992: Commando (War Dance Version) auf Der Eisenberg Sampler Vol. I
- 1992: Power Trancefer (Metropolis Mix) auf Metropolis 00.09
- 1993: Knights Theme auf The Ship II
- 1993: Commando (’93 Remastered) auf Electrocity Vol. 3
- 1994: Ball Bizarre Theme auf Fashion, Fetish & Fantasies
- 1994: Even More Power auf Helvetic Art Compilation - Sound Made in Switzerland
- 1995: Soccer in Space auf Colloqium { 1
- 1995: The Late Marilyn (Mega-Remix) auf Spark in the Dark
- 1995: Das Folterprotokoll und La Salle Blanche auf  Fetish Soundtracks I
- 1995: Le Nil Blanc (Single Malt Version) und Wa Boon Yalla auf Travel With The Global Beat! (Erdenklang Music Vol. IV) auf
- 1996: Perry Rhodan in the Radio auf Ad Astra - A Tribute to Perry Rhodan
- 1998: Commando III (Instrumental) auf Guitars & Machines Vol. 3
- 1998: Der Komtur (New Version) auf Zwischenfall – From The 80's To The 90's Vol. 3
- 1999: Le Regisseur du Chateau und Tendresse Bleü auf Romantic Vampires
- 1999: Commando IV (Video Mix) auf Musikexpress 25 - Strange Ways Records (Heftbeilage)
- 2001: Breakin’ In auf Eskimo – Vol. 2
- 2001: Lohengrin (Exclusive Remix 2000) auf Mystica Antiqua - Mediaeval Mysteries Vol. 2
- 2002: In a Gadda da Muerte (Castro Mix - Unreleased) auf Goethe Goes to College – German Bands Celebrating 25 Years of KUSF
- 2002: La Salle Noire (Exclusive Radio Version) auf Electronic Dreams
- 2003: La Salle Noir (Single Whip Ed.) auf Künstler zum 12. Wave-Gotik-Treffen
- 2003: La Salle Violette (Part Deux, Excl.Edit) auf Gothic Compilation Part XIX (Heftbeilage)
- 2003: Exclusive Innerview auf Gothic Compilation for Subscribers Only (Abo-Beilage)
- 2006: Golden Machine auf 45 Years Perry Rhodan · Operation Stardust
- 2012: La Salle Blanche (Gothic Edit) auf Gothic Compilation Part LIV  (Heftbeilage)

### Mit Dark Ruler
- 1994: F.I.R.E...F.O.E.T.U.S. (Dark Star)
- 1996: Hall of Fame (Whampire Records)

### Mit Yello
Alben
- 1980: Solid Pleasure (Ralph Records)
- 1981: Claro que si (Ralph Records)
- 1983: You Gotta Say Yes to Another Excess (Stiff Records)

Singles
- 1979: IT Splash (Periphery Perfume Records)
- 1981: Bostich (Stiff America)
- 1981: Pinball Cha Cha Cha (Vertigo)
- 1982: Bimbo (Ralph Records)
- 1983: I Love You (Vertigo)

### Weitere Projekte
- 1983: Aborted at Line 6 – Mammut (12’’, Off Course Records)
- 1985: Concise – And Man Has Been (Album, Milan)
- 1999: United Stars – Be With the World (Single, Himmelpforten Records)
- 2001: Vashti Tralfamadore – Opium (Album, Strahlomat)
- 2005: The Dark Side of Syd – Humble and Sick (Album, Phantasmagoria)
- 2017: Tranceonic – New Crime (Album, Dark Entries)

### Produktionen
- 1990: No Reply – Come Together (Maxi-CD)
- 1990: Second Voice – This Is the End (Single)
- 1990: The Hedgehogs – Invasion U.S.A. (Album)
- 1990: The Hedgehogs – Answers Disco (Album)
- 1991: Wolfsheim – The Sparrows and the Nightingales (Single)
- 1991: Second Voice – If You Had… (Single)
- 1992: Wolfsheim – No Happy View (Album)
- 1992:	Wolfsheim – It's Not Too Late (Don't Sorrow) (Single)
- 1992: Wolfsheim – thunderheart (Single)
- 1992: Imperium – Ben Hur’s Race (Single)
- 1992: Der Eisenberg Sampler Vol. I
- 1992: Spartak – Darwinism? Humanism?  (Single)
- 1993: Wolfsheim – Popkiller (Album)
- 1993: Sielwolf – Nachtstrom (Album)
- 1993: Cyrus Ashrafi - Cyrus  (Album)
- 1993: The Cain Principle - September Stone (Album)
- 1993: Nefkom – Transit (EP)
- 1993: Spartak – Omagiu (Album)
- 1994: Overgament - Vulva (Album)
- 1994: Overgament – The Machinery of Destruction (Album)
- 1994: Touch El Arab - Starship Race (Single)
- 1994: Terminatrix - Terminatrix Is Ready to Dance (Album)
- 1994: The Cain Principle - Sculptures, Fruits and Companions (Album)
- 1995: Wolfsheim – 55578
- 1995: Fetish Soundtracks Vol. 1 (Sampler)
- 1995: Sabotage Qu'Est-Ce Que C'Est? - Libertinage
- 1995: Overgament - Fuck or What? (Kompilation)
- 1996: Recall - Best of Beginning  (Album)
- 1996: Spartak - Blond Mao (Album)
- 1997: Wolfsheim – Hamburg Rom Wolfsheim (Album)
- 1998: Overgament - Hello Good-buy! (Kompilation)
- 1998: Chill Out Vol. 2 - Voyages Into Trance and Ambient (Sampler)
- 1999: Barbara Gosza - Purify
- 2000: Dominus of Steel - A Passion for Crucifixion (Album)
- 2000: Helios - Virtually Tempted (Album)
- 2002: Celebrate the None - Arthur Have You Eaten All The Ginger-Biscuits (Single)
- 2002: Edenfeld – Superstar (Single)
- 2002: Carnival of Dreams - Labyrinth  (Album)
- 2002: Mobilize for Final - Kiss da Wall (Album)
- 2002: Remo Park - Aviator Is Chasing Time  (Album)
- 2005: Celebrate the Nun - Popsubculture (Minialbum)
- 2005: John Alexander Ericson - Essentials of the Northern Territories  (Kompilation)
- 2014: Naked Lunch - Evolve (EP)